# Symbat Lyputian
Symbat Lyputian, orm. Սմբատ Լպուտյան (ur. 14 lutego 1958 w Erywaniu) – ormiański szachista i trener szachowy (FIDE Senior Trainer od 2004), arcymistrz od 1984 roku.

## Kariera szachowa
Pierwszym poważnym sukcesem Lyputiana był awans do finału mistrzostw Związku Radzieckiego w roku 1980 w Wilnie. Dwa lata później otrzymał tytuł mistrza międzynarodowego, zaś w roku 1984 – arcymistrza. W swojej karierze osiągnął wiele sukcesów, z których najważniejszym jest złoty medal olimpijski zdobyty w Turynie w roku 2006. Oprócz tego triumfował w turniejach rozegranych m.in. w Berlinie (1982), Atenach (1983), Irkucku (1983 i 1986), Sarajewie (1985, turniej Bosna), Hastings (1987), Dortmundzie (1988), Erywaniu (1988, 1996 i 2000), Altensteigu (1989), Rimavskiej Sobocie (1991), Nowym Jorku (1998) oraz w Wijk aan Zee (1999, turniej B).
Trzykrotnie wystąpił na mistrzostwach świata FIDE, rozgrywanych systemem pucharowym:
- 2000 – New Delhi – awans do III rundy, w której przegrał z Viswanathanem Anandem
- 2001 – Moskwa – awans do II rundy, w której przegrał z Loekiem van Wely
- 2004 – Trypolis – awans do II rundy, w której przegrał z Szachrijarem Mamediarowem

W latach 1992–2006 ośmiokrotnie startował na szachowych olimpiadach, zdobywając 6 medali: złoty w roku 2006, 2 srebrne (w latach 1992 i 1998 – oba za wyniki indywidualne) oraz 3 brązowe (w latach 1992, 2002 i 2004). Ogółem rozegrał 86 olimpijskich partii, zdobywając 57 punktów. Jest również pięciokrotnym medalistą drużynowych mistrzostw świata: złotym (1997, za wynik indywidualny) oraz czterokrotnie brązowym (wraz z drużyną w latach 1997, 2001 i 2005 oraz indywidualnym w roku 2001).
Najwyższy ranking w karierze osiągnął 1 stycznia 2005 r., z wynikiem 2640 punktów zajmował wówczas 57. miejsce na światowej liście FIDE.